# Populus koreana
Populus koreana är en videväxtart som beskrevs av Alfred Rehder. Populus koreana ingår i släktet popplar, och familjen videväxter. Inga underarter finns listade i Catalogue of Life.